# أورلاندو مارين
أورلاندو مارين (بالإنجليزية: Orlando Marin)‏ هو عازف جاز أمريكي، ولد في 1935.

## وصلات خارجية
- الموقع الرسمي
- أورلاندو مارين على موقع ميوزك برينز (الإنجليزية)
- أورلاندو مارين على موقع ديسكوغز (الإنجليزية)